# Alentidor Zeeman

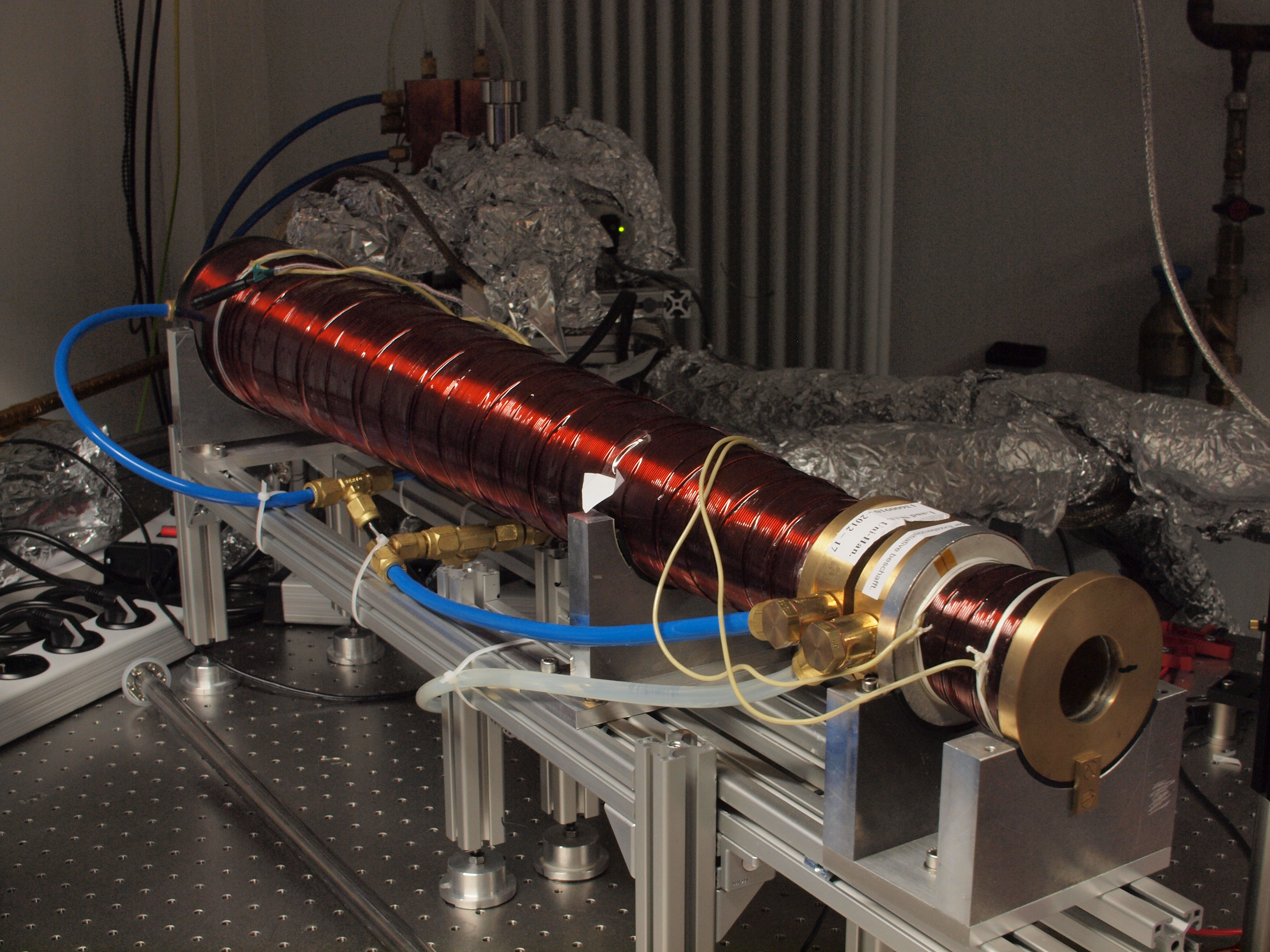
Un apaell alentidor Zeeman abans de la seva incorporació a un experiment d'àtoms freds més gran.

En física atòmica, un alentidor Zeeman és un instrument científic que s'utilitza habitualment en física atòmica per frenar i refredar un feix d'àtoms calents a velocitats de diversos metres per segon i temperatures per sota d'un kelvin. Els àtoms de la fase gasosa que s'utilitzen en física atòmica es generen sovint en un forn escalfant una mostra atòmica sòlida o líquida a temperatures on la pressió de vapor és prou alta perquè hi hagi un nombre substancial d'àtoms en fase gasosa. Aquests àtoms surten d'un forat del forn amb velocitats mitjanes de l'ordre de centenars de m/s i grans distribucions de velocitat (a causa de la seva alta temperatura). El més lent Zeeman està connectat a prop d'on surten els àtoms calents del forn i s'utilitzen per frenar-los a menys de 10 m/s (alentiment) amb una propagació de velocitat molt petita (refrigeració).
Un lent Zeeman consisteix en un cilindre, a través del qual viatja un feix atòmic, un làser de bomba que es contrapropa respecte a la direcció del feix i un camp magnètic (generalment produït per una bobina semblant a un solenoide ) que apunta al llarg de l'eix del cilindre amb un espai espacial. magnitud variable. El làser de bomba, que ha de ser gairebé ressonant amb la transició atòmica, Doppler frena una certa classe de velocitat dins de la distribució de velocitat del feix. El camp magnètic variable espacial està dissenyat perquè Zeeman canviï la freqüència de ressonància per coincidir amb el desplaçament Doppler decreixent a mesura que els àtoms s'alenteixen a velocitats més baixes mentre es propaguen a través del Zeeman més lent, permetent que el làser de la bomba sigui contínuament ressonant i proporcioni una força de desacceleració.

## Història
El Zeeman slower va ser desenvolupat per primera vegada per Harold J. Metcalf i William D. Phillips (que va rebre 1/3 del Premi Nobel de Física de 1997 en part pel seu treball sobre el Zeeman slower). L'assoliment d'aquestes baixes temperatures va obrir el camí per a la realització experimental de la condensació de Bose-Einstein, i un Zeeman més lent pot formar part d'aquest aparell.

## Principi
Segons els principis del refredament Doppler, un àtom modelat com un àtom de dos nivells es pot refredar mitjançant un làser. Si es mou en una direcció específica i es troba amb un feix làser de contrapropagació ressonant amb la seva transició, és molt probable que absorbeixi un fotó. L'absorció d'aquest fotó dóna a l'àtom una "puntada de peu" en la direcció que és coherent amb la conservació del moment i porta l'àtom al seu estat excitat. No obstant això, aquest estat és inestable i un temps després l'àtom torna al seu estat fonamental mitjançant emissió espontània (després d'un temps de l'ordre de nanosegons, per exemple en el Rubidium 87, l'estat excitat de la transició D2 té una vida útil de 26,2 ns). El fotó serà reemès (i l'àtom tornarà a augmentar la seva velocitat), però la seva direcció serà aleatòria. Quan es fa la mitjana d'un gran nombre d'aquests processos aplicats a un àtom, es veu que el procés d'absorció disminueix la velocitat sempre en la mateixa direcció (ja que el fotó absorbit prové d'una font monodireccional), mentre que el procés d'emissió no comporta cap canvi. en la velocitat de l'àtom perquè la direcció d'emissió és aleatòria. Així, l'àtom està sent alentit efectivament pel raig làser.
No obstant això, hi ha un problema en aquest esquema bàsic a causa de l'efecte Doppler. La ressonància de l'àtom és més aviat estreta (de l'ordre d'uns quants megaHertz), i després d'haver disminuït el seu impuls en uns quants moments de retrocés, ja no està en ressonància amb el feix de la bomba perquè en el seu marc, la freqüència del làser ha canviat. El Zeeman slower utilitza el fet que un camp magnètic pot canviar la freqüència de ressonància d'un àtom utilitzant l'efecte Zeeman per abordar aquest problema.
L'acceleració mitjana (deguda a molts esdeveniments d'absorció de fotons al llarg del temps) d'un àtom amb massa, {\displaystyle M}, una transició ciclable amb freqüència, {\displaystyle \omega =ck+\delta }, i amplada de línia, {\displaystyle \gamma }, és a dir en presència d'un raig làser que té un nombre d'ona, {\displaystyle k}, i intensitat {\displaystyle I=s_{0}I_{s}} (on {\displaystyle I_{s}=\hbar c\gamma k^{3}/12\pi } és la intensitat de saturació del làser) és
{\displaystyle {\vec {a}}={\frac {\hbar {\vec {k}}\gamma }{2M}}{\frac {s_{0}}{1+s_{0}+\left(2\delta '/\gamma \right)^{2}}}}
En el marc de repòs dels àtoms amb velocitat, {\displaystyle v}, al feix atòmic, la freqüència del feix làser es desplaça per {\displaystyle k_{L}v}. En presència d'un camp magnètic {\displaystyle B}, la transició atòmica és Zeeman desplaçada per una quantitat {\displaystyle \mu 'B/\hbar } (on {\displaystyle \mu '} és el moment magnètic de la transició). Així, la desintonització efectiva del làser a partir de la freqüència de ressonància de camp zero dels àtoms és
{\displaystyle \delta '=\delta +kv-{\frac {\mu 'B}{\hbar }}}
Els àtoms per als quals {\displaystyle \delta '=0} experimentarà la major acceleració, és a dir
{\displaystyle a=\eta a_{\text{max}}}
on {\displaystyle \eta =s_{0}/(1+s_{0})} i {\displaystyle a_{\text{max}}={\frac {\hbar k\gamma }{2M}}}.
L'enfocament més comú és exigir que tinguem un perfil de camp magnètic que varia en el {\displaystyle z} direcció tal que els àtoms experimentin una acceleració constant {\displaystyle a=\eta a_{\text{max}}} ja que volen per l'eix del més lent. No obstant això, recentment s'ha demostrat que un enfocament diferent dóna millors resultats.
En l'enfocament de desacceleració constant obtenim:
{\displaystyle v\left(z\right)={\sqrt {v_{i}^{2}-2az}}}
{\displaystyle B\left(z\right)={\frac {\hbar k}{\mu '}}v+{\frac {\hbar \delta }{\mu '}}={\frac {\hbar kv_{i}}{\mu '}}{\sqrt {1-{\frac {2a}{v_{i}^{2}}}z}}+{\frac {\hbar \delta }{\mu '}}}
on {\displaystyle v_{i}} és la classe de velocitat màxima que es reduirà; tots els àtoms de la distribució de velocitats que tenen velocitats {\displaystyle v<v_{i}} seran alentits, i aquells amb velocitats {\displaystyle v>v_{i}} no es frenarà gens. El paràmetre {\displaystyle \eta } (que determina la intensitat del làser necessària) normalment s'escull al voltant de.5. Si s'hagués d'operar amb un Zeeman més lent {\displaystyle \eta \approx 1}, després d'absorbir un fotó i passar a l'estat excitat, l'àtom tornaria a emetre preferentment un fotó en la direcció del feix làser (a causa de l'emissió estimulada) que contrarestaria el procés d'alentiment.

## Realització
La forma requerida del camp magnètic espacialment no homogeni com hem mostrat anteriorment té la forma
{\displaystyle B(z)=B_{0}+B_{a}{\sqrt {1-z/z_{0}}}}
Aquest camp es pot realitzar de diverses maneres diferents. El disseny més popular requereix embolicar un cable que transporta corrent amb molts bobinatges en capes on el camp és més fort (al voltant de 20-50 bobinatges) i pocs bobinatges on el camp és feble. Els dissenys alternatius inclouen: una bobina d'una sola capa que varia en el pas del bobinatge, una matriu d'imants permanents en diverses configuracions.

## Àtoms sortints
El lent Zeeman s'utilitza normalment com a pas preliminar per refredar els àtoms per tal d'atrapar-los en una trampa magneto-òptica. Per tant, apunta a una velocitat final d'uns 10 m/s (segons l'àtom utilitzat), començant amb un feix d'àtoms amb una velocitat d'uns centenars de metres per segon. La velocitat final a assolir és un compromís entre la dificultat tècnica de tenir un Zeeman llarg més lent i la velocitat màxima que permet una càrrega eficient a la trampa.
Una limitació de la configuració pot ser l'escalfament transversal de la biga. Està lligat a les fluctuacions de la velocitat al llarg dels tres eixos al voltant dels seus valors mitjans, ja que es deia que la velocitat final era una mitjana en un gran nombre de processos. Aquestes fluctuacions estan relacionades amb el moviment brownià de l'àtom a causa de la reemissió aleatòria del fotó absorbit. Poden causar dificultats en carregar els àtoms a la següent trampa.